# Triplarina imbricata
Triplarina imbricata là một loài thực vật có hoa trong Họ Đào kim nương. Loài này được (Sm.) A.R.Bean miêu tả khoa học đầu tiên năm 1995.